# Georg Paul Binder
Georg Paul Binder (Segesvár, 1784. július 22. – Berethalom, 1867. június 12.) hittudor, erdélyi ág. ev. szuperintendens.

## Élete
Tanulmányait a segesvári gimnáziumban kezdte, emellett és magánúton a görög és francia nyelvet tanulta. 1802. szeptembertől a kolozsvári unitárius kollégiumban folytatta tanulmányait. 1803-ban visszatért szüleihez, folytatta magántanulását és 1804-ben letette a consistoriális vizsgát Segesváron. 1804. április 7-én németországi útjára kelt és a tübingai egyetemen bölcseletet és filológiát hallgatott. 1807 augusztusában visszatért hazájába s 1808–09-ben megkezdte gimnáziumi tanári pályáját. 1831-ben a segesdi, 1840-ben a kézdi s 1845. szeptember 5. a berethalmi község hívta meg lelkésznek és szeptember 28-án szuperintendenssé választották. 1850. augusztus 21-én a Lipót-rend lovagkeresztjével tüntették ki; 1858. július 25-én a jénai egyetem 50. éves szolgálati jubileuma alkalmával teológiai doktorrá avatta. Jelentős tevékenységet fejtett ki az erdélyi evangélikus egyház újjászervezésében és az 1861-es új alapokmány kidolgozásában.

## Művei
- Zwei Reden Kronstadt, 1845
- Denkschrift der siebenb.-sächs. Geistlichkeit A. C. Pest, 1848
- An seine kais. Hoheit den durchlauchtigsten Erzherzog Reichs-Palatin königl. Statthalter Allerunterthänigstes Bittgesuch des ev. Superintendenten A. C. Siebenbürgen Wien, 1849
- Einem hohen k. k. Reichs-Rathe in Wien. Pro memoria… Uo. 1857
- An seine k. k. Ap. Majestät Franz Joseph I…. erfurchtsvollste Danksagung… Uo. 1858
- Zwei Vorträge. Hermannstadt, 1862